# Jenou Yasotoukee
Jenou Yasotoukee (laotisch ເຈນນູ ຢາໂຊຕູກີ) ist ein laotischer Fußballspieler.

## Karriere
Jenou Yasotoukee steht seit der Saison 2022 beim Erstligisten Master 7 FC unter Vertrag. Mit dem Verein aus der Hauptstadt Vientiane wurde er 2022 und 2023 Vizemeister.

## Erfolge
Master 7 FC
- Laotischer Vizemeister: 2022, 2023